# Gavilea glandulifera
Gavilea glandulifera är en orkidéart som först beskrevs av Eduard Friedrich Poeppig och Stephan Ladislaus Endlicher, och fick sitt nu gällande namn av Maevia Noemi Correa. Gavilea glandulifera ingår i släktet Gavilea och familjen orkidéer. Inga underarter finns listade i Catalogue of Life.